# Schnez-Truppe
Schnez-Truppe (nghĩa là Tổ chức Schnez) là một tổ chức bán quân sự bí mật bất hợp pháp được thành lập ở Tây Đức vào khoảng năm 1949, gồm các cựu binh Đức từng phục vụ trong các lực lượng Wehrmacht và Waffen-SS thời chế độ Đức Quốc Xã. Lãnh đạo của tố chức này là Albert Schnez, một sĩ quan Đức từng phục vụ quân đội Đức qua 3 chế độ Reichswehr (Cộng hòa Weimar), Wehrmacht (Đệ Tam Đế chế), và Bundeswehr (Cộng hòa Liên bang Đức).
Schnez-Truppe được thành lập từ mối lo ngại Tây Đức cần phải chống lại sự xâm lược từ phía Liên Xô trong trường hợp xâm lược. Theo các tài liệu đã được giải mật, Schnez-Truppe có khoảng 2.000 thành viên là cựu sĩ quan Đức Quốc xã, với tổng số lượng thành viên lên tới 40.000 người.

## Lịch sử
Gần sáu thập kỷ sau khi chiến tranh thế giới thứ hai kết thúc, tài liệu mật gồm 321 trang đã không được mọi người chú ý đã tiết lộ sự tồn tại của một tổ chức gồm khoảng 2.000 cựu binh lính, cựu sĩ quan của quân đội Đức quốc xã (tồn tại từ năm 1935-1945) lúc ban đầu và sau đó đã có tổng cộng khoảng 70000 thành viên tham gia. Tổ chức này được thành lập vào năm 1949 mà không có sự đồng thuận từ chính phủ Tây Đức. Mục tiêu của những cựu binh sĩ phát xít Đức đó là bảo vệ đất nước non trẻ Tây Đức chống lại sự "xâm lược" của xã hội chủ nghĩa Đông Âu do Liên Xô dẫn đầu trong giai đoạn đầu của chiến tranh Lạnh và tại mặt trận trong nước, họ sẽ chống lại những người thuộc phe cộng sản trong trường hợp xảy ra một cuộc nội chiến. Tổ chức bí mật này cũng thu thập thông tin về các chính trị gia thuộc các đảng cánh tả khác. Thủ tướng của Tây Đức lúc đó là Konrad Adenauer đã không phát hiện ra sự tồn tại của tổ chức phi quân sự bất hợp pháp trên mãi cho tới năm 1951. Khi đó, ông đã không thể đưa ra quyết định để tiêu diệt tổ chức quân sự phi pháp này.

## Những nhân vật chủ chốt
- Đại tá Albert Schnez
- Hans Speidel
- Tướng Adolf Heusinger